# Louis Wolfson
Louis Wolfson (New York, 1931) è uno scrittore statunitense di lingua francese.
Attualmente vive a Porto Rico.

## Biografia
Pur essendo di nazionalità e cultura statunitense, è uno scrittore in lingua francese. Diagnosticato nell'infanzia come schizofrenico, non sopportando di ascoltare la lingua materna, l'inglese, inizia a usare il metodo di sua invenzione di tradurre in contemporanea quel che sente in una lingua straniera. Wolfson parla il francese, il tedesco, l'ebraico e il russo. È stato quindi rinchiuso in diverse istituzioni psichiatriche, dove ha subito anche trattamenti di elettroshock.
Nel 1963 ha spedito a Gallimard un manoscritto che spiega il proprio sistema linguistico e l'uso quotidiano che ha imparato a farne. Nel 1970 è stato pubblicato con il titolo Le Schizo et les langues, conoscendo immediata attenzione critica sia da parte della critica letteraria sia dagli studiosi di psicolinguistica, anche grazie all'introduzione di Gilles Deleuze, che l'ha paragonato a Raymond Roussel, a Jean-Pierre Brisset e ad Antonin Artaud, ma anche a certi modi dei personaggi di Samuel Beckett.
Nel 1977 sua madre muore. Liberatosi dalle tutele legali, lo scrittore lascia New York e va a vivere a Montréal, dove scrive Ma mère, musicienne, est morte..., pubblicato nel 1984.
Dieci anni dopo va a vivere a Porto Rico. Nel 2003, diventa ricco vincendo quasi due milioni di dollari alla lotteria, ma li perde a causa dell'investimento in "fondi spazzatura" di una filale del Banco Santander a Portorico.
Nel 1987 ha ristampato il primo libro e nel 2011, dopo molti anni di indisponibilità, ha ripubblicato il secondo libro.
Nel 2014, le Edizioni Manifestolibri pubblicano un volume collettivo dal titolo Louis Wolfson, cronache da un pianeta infernale, a cura di Pietro Barbetta e Enrico Valtellina (con interventi di Tobie Nathan, Pierre Alferi, Sylvère Lothringer, Jean Marie G. Le Clézio, Marco Dotti, Pierre Lepori); nel 2018 esce il film documentario  Sqizo, diretto da Duccio Fabbri, con un'intervista originale dell'autore.

## Opere
- Le Schizo et les langues, prefazione di Gilles Deleuze, Paris, Gallimard, 1970; 1987 ISBN 2-07-027436-5
- Ma mère, musicienne, est morte de maladie maligne mardi à minuit au milieu du mois de mai mille977 au mouroir Memorial à Manhattan (1984); trad. Giancarlo Pavanello, Mia madre, musicista, è morta..., con un'intervista all'autore di Anne Leguil-Duquenne, trad. di, Milano: SE, 1987
- "L'épileptique sensoriel schizophrène et les langues étrangères, ou Point final à une planète infernale", in Change, ottobre 1977, pp. 119–30.
- Lo studente di lingue ovvero punto finale a un pianeta infernale, azione scenica di Nelo Risi dal testo originale di Louis Wolfson, Milano: Guanda, 1978